# Fórnix (cerebro)

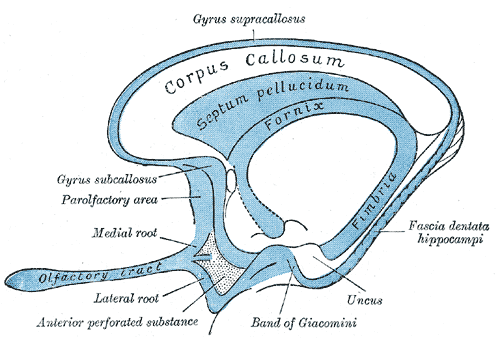
Esquema del rinencéfalo, indicando el fórnix.

El fórnix (en latín, ‘bóveda’ o ‘arco’), trígono cerebral, bóveda de los 4 pilares o fondo de saco es un conjunto de haces nerviosos en forma de C del cerebro y lleva las señales desde el hipocampo al hipotálamo, así como desde un hemisferio al otro.

Pinchar sobre la imagen para su rotación

## Estructura
El fórnix es una estructura de sustancia blanca también llamada trígono o «bóveda de 4 pilares» por poseer 2 proyecciones anteriores y 2 posteriores también llamados pilares o columnas.
Desde un punto de vista de la función del fórnix, esta estructura fibrosa participa en la unión de todos aquellos elementos del sistema límbico del hemisferio derecho con los del hemisferio izquierdo. Conectando áreas corticales anteriores con áreas corticales posteriores contralaterales, es decir, que cruza la información.
Las columnas anteriores del fórnix se comunican con núcleos hipotalámicos posteriores llamados cuerpos mamilares.
Las columnas posteriores se comunican con unos núcleos del telencéfalo dispuestos en el sector posterior e inferior del hipocampo llamados núcleos o cuerpo amigdalinos o amigdaloides.
En definitiva, el fórnix conecta los cuerpos mamilares con los núcleos o cuerpos amigdalinos.

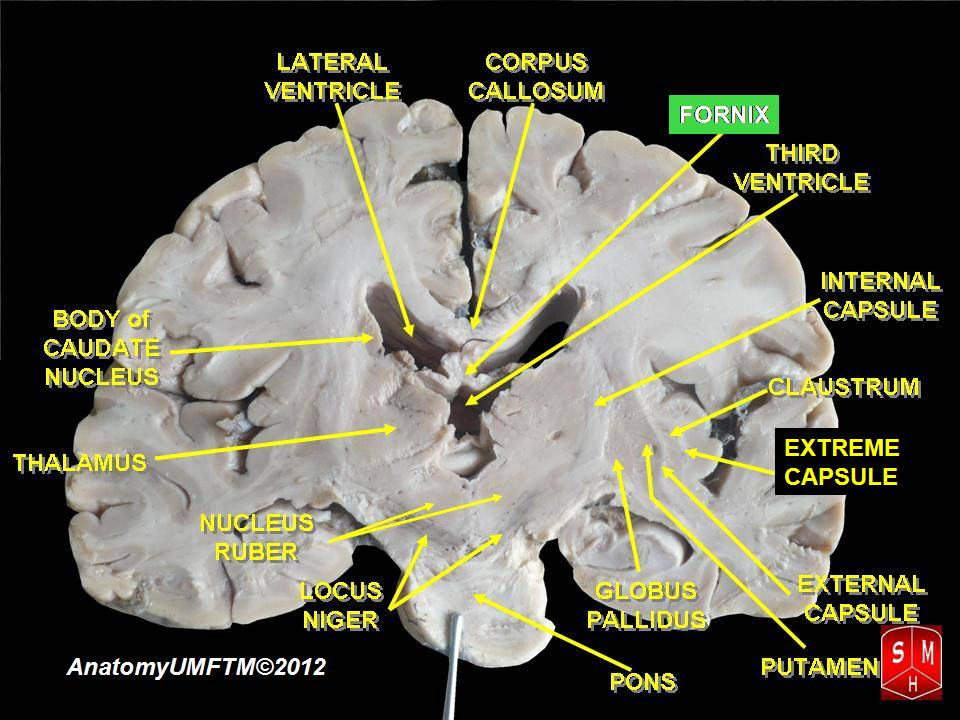
Pinchar sobre la imagen para aumentarla

Hacía la parte inferior, el fórnix se continúa con fibras que salen del hipocampo y que constituyen las fimbrias del hipocampo. Estas últimas constituyen una prolongación de las columnas posteriores del fórnix.
A su vez, los cuerpos mamilares se comunican con los núcleos talámicos anteriores a través del fascículo mamilo talámico. Después el tálamo se comunica con la corteza del lóbulo frontal, específicamente con la décima área de Brodmann.
En sí mismo, el fórnix posee una estructura dispuesta a nivel de la parte media que se denomina cuerpo del fórnix y una serie de fibras que conectan los respectivas columnas derechas e izquierdas que se denomina comisura.

## Función
Los descubrimientos originales de su papel en la memoria surgió de los traumas quirúrgicos. El fórnix es fundamental para el funcionamiento cognitivo normal en especial por su importancia en la formación de la memoria como parte del circuito de Papez. Con daño o enfermedad resulta en la amnesia anterógrada. Muchas condiciones patológicas diferentes pueden afectar el fondo de saco como los tumores de la línea media o la encefalitis por herpes simple. Su participación de las condiciones inflamatorias tales como la esclerosis múltiple puede ilustrar su importancia en la función cognitiva global.